# 산체스 (래퍼)
산체스(Sanchez, 본명: 신재민, 1986년 10월 17일 ~ )는 대한민국에서 활동하는 한국계 뉴질랜드인 가수이며 과거 브랜뉴 뮤직과 팬텀에 소속되어 있었다. 그의 부모님은 뉴질랜드 국적을 취득했다. 2011년 팬텀의 메인보컬로 정식 데뷔했으면 2017년 브랜뉴뮤직과 계약기간이 끝나면서 그룹 팬텀은 해체가 됐으며 솔로로 활동하던 중 부모님 사기 혐의가 드러났고, 현재 마이크로닷 부모님은 연락이 닿지 않아 비판을 받고 있다.

## 이력
2005년 12월, 언더그라운드 라이브 클럽에서 래퍼 첫 데뷔하였다.

## 학력
- 오클랜드 대학교 법학, 일본어과

## 음반 목록
- 2010년 9월 10일 Happy Train New Artist Project Vol.2 (Sanchez－San Toi..)
- 2012년 12월 13일 DOKKUN Project Part 2
- 2015년 6월 25일 싫대
- 2015년 8월 31일 여자
- 2015년 12월 10일 Love Letter
- 2016년 8월 10일 대기실
- 2016년 10월 21일 가까이 와요
- 2018년 3월 22일 5분만 더
- 2017년 8월 26일 감성 EP

## 방송
- 2017년 MBC 복면가왕 내 노래로 Heal The World 블랙잭슨 (참가자)